# Красовский, Владимир Вадимович
Влади́мир Вади́мович Красо́вский (Дя́дя Во́ва; род. 22 ноября 1950, Бангкок) — регент архиерейского хора в Радосте-Скорбященском соборе в Сан-Франциско, иконописец. Член Церковно-музыкальной комиссии Русской православной церкви заграницей. Старший брат архимандрита Романа (Красовского).

## Биография
Родился 22 ноября 1950 года в Бангкоке в семье эмигрантов из России, Вадима и Ларисы Красовских.
В середине 1950-х годов его семья переехала жить в США, штат Калифорния. Параллельно с американской школой он посещал приходскую гимназию при храме Всех Святых, в земле Российской просиявших в Бурлингейме, где преподавались русский язык, география, история и закон Божий. Владимир окончил университет в Сан-Франциско и получил степень бакалавра по русской литературе и музыке, затем три года изучал архитектуру.
Первые навыки иконописи приобрёл у Н. С. Задорожного при росписи храма Всех Святых, в земле Российской просиявших в Бурлингейме (строительством храма руководил отец Владимира). С 1969 по 1978 год был помощником иконописца отца Киприана (Пыжова) из Свято-Троицкого монастыря в Джорданвилле, который был приглашён в Сан-Франциско для росписи Кафедрального собора и других православных храмов в Калифорнии. В течение нескольких лет ездил в иконописную мастерскую в Свято-Троицкий монастырь для усовершенствования в иконописи.
В 1979 году Владимир Красовский заменил на посту регента архиерейского хора своего наставника, композитора духовной музыки  Михаила Сергеевича Константинова (1904—1982).
В 1985 году, получив благословение отца Киприана, он оставил работу в страховой компании и полностью посвятил себя иконописи.
С конца 1970-х по 1994 год преподавал Закон Божий в Кирилло-Мефодиевской Гимназии при кафедральном соборе.
В 1994 году присутствовал на обретении мощей Святителя Иоанна Шанхайского и Сан-Францисского.
В течение последующих лет расписал около 10 православных храмов в США. Написал несколько десятков икон для храмов и монастырей в России, а также для возвышенных российских лиц и духовенства (в том числе для семей Д.А.Медведева и В.В.Путина, Патриарха Алексия II и Патриарха Кирилла).
В настоящее время имеет свою иконописную мастерскую и является регентом архиерейского хора в Радосте-Скорбященском соборе в Сан-Франциско.

## Награды
- 12 апреля 2009 — Орден Святого Иоанна Шанхайского и Сан-Францисского — вручён Архиепископом Кириллом (Дмитриевым) — за 40 лет служения Православной церкви заграницей[3]